# Marc Etchebers
Marc Etchebers (Saint-Jean-Pied-de-Port, 22 de enero de 1947) es un farmacéutico y piloto de rally francés afincado en el País Vasco. Compitió gran parte de su carrera en España casi siempre ligado a la marca Porsche y con su mujer, Marie-Christine Etchebers-Rives como copiloto. Participó en el Campeonato de España de Rally desde 1969 hasta 1984 logrando treinta victorias y cincuenta y ocho podios. Fue subcampeón en 1975, tercero en 1974 y 1979 y cuarto en 1976, 1977, 1978, 1982 y 1983. Participó además de manera asidua en pruebas regionales del País Vasco o Galicia, como el Rally Botafumeiro que ganó en tres ocasiones.
Aunque nunca fue campeón es uno de los pilotos con más victorias (30) y podios (58) en el campeonato de España. Entre sus triunfos destacan las ocho victorias en el Rally Vasco Navarro: cinco en el Rally de Ourense; cinco en el Rally Costa del Sol; cuatro en el Rally de Ferrol y tres en el Rally Rías Baixas.

## Trayectoria

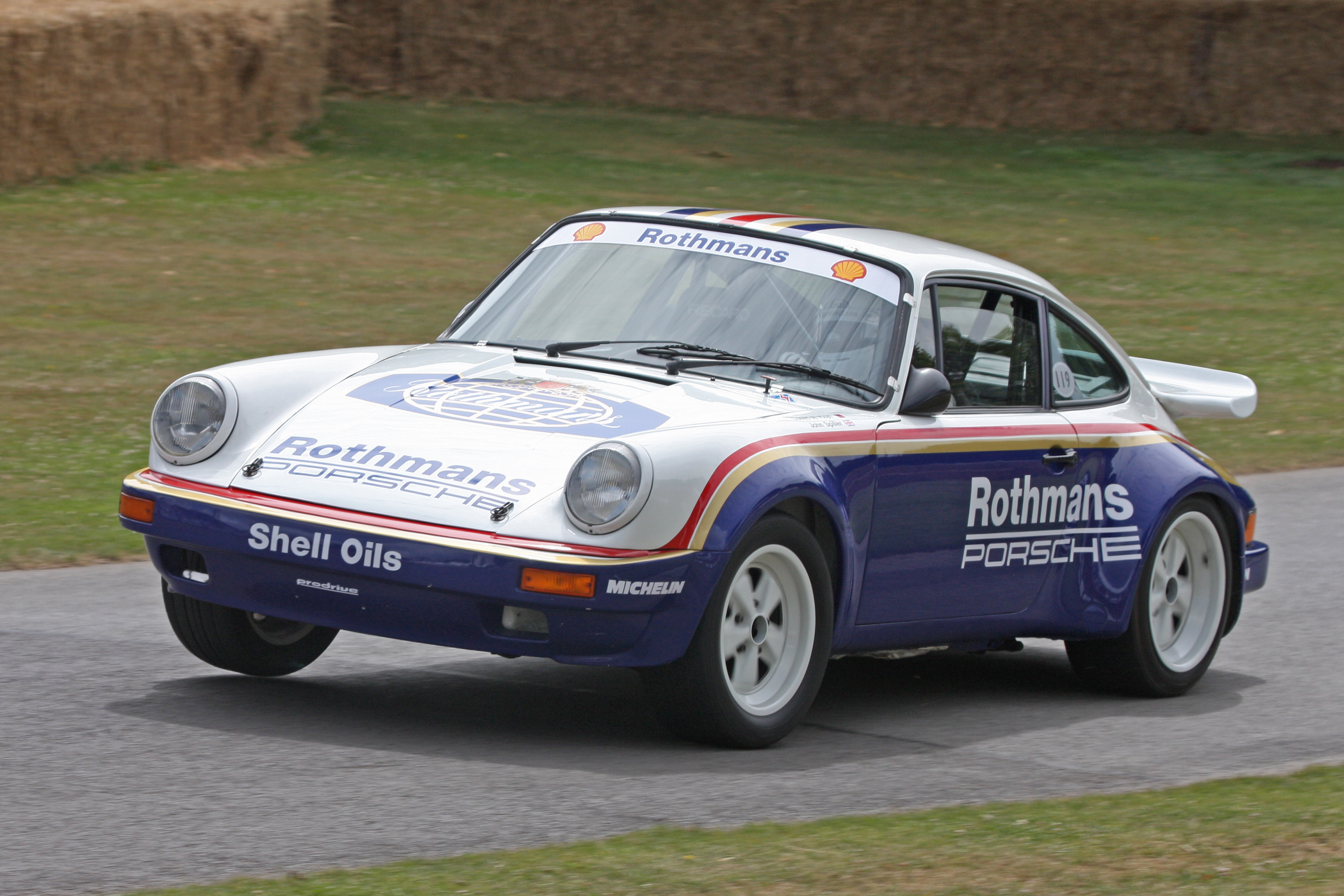
Etchebers participó casi toda su carrera con modelos de la marca Porsche, similares al de la imagen, de manera privada o semioficial casi siempre con el patrocinio de Rothmans.

Comenzó su carrera participando en pruebas de Francia, como el Critérium des Cévennes, Rallye Bayonne - Côte Basque o el Tour de Corse con modelos de la marca NSU. Debutó en España en el Rally Firestone de 1969 con un Porsche 911 S logrando la victoria. Al año siguiente logra su segunda victoria en el Campeonato de España, esta vez en el Rally Vasco Navarro, prueba en la que vencería en un total de ocho ocasiones a lo largo de su trayectoria. Es tercero en el Rally Bosch y el Firestone, en el primero con su mujer Marie-Christine como copiloto. Sus participaciones en esos años se limitan principalmente a las pruebas celebradas en el País Vasco o cercanas y siempre con resultados positivos. 

### Años 1970
En 1971 participó en el Rally Rías Bajas (Galicia) con un BMW 2002 Ti con el que fue octavo y en el Rally Costa del Sol (Andalucía). En 1973 disputa cinco pruebas del campeonato de España logrando cuatro podios y corre la Vuelta Automovilista a España donde es segundo por detrás de Julio Gargallo «Roter Fogel» ambos con sendos Porsche 911 R. Al año siguiente participa en ocho pruebas del calendario nacional logrando la victoria en seis: Rally Vasco Navarro, Critérium Montseny-Guilleries, Critérium Luis de Baviera, Rally de Ourense, Rally Cataluña y Rally Costa del Sol y el segundo puesto en el Rally Fallas y el 2000 Virajes. Con todo solo pudo ser tercero en la clasificación final por detrás de Antonio Zanini y Juan Carlos Pradera a tan solo cuatro puntos del vencedor. En 1975 realiza su mejor temporada en el nacional en la que alterna el Porsche 911 con el BMW 2002. Aunque solo logra cuatro triunfos (Vasco Navarro, Ferrol, 2000 Virajes y Costa del Sol) su regularidad le permite finalizar subcampeón, de nuevo por detrás de Zanini que aventaja al francés esta vez en tan solo seis puntos de diferencia. En el mes de julio de ese año debutó en el Rally de Portugal, única prueba del campeonato del mundo a la que acudiría durante su carrera. Lo hace con un BMW 2002 finalizando en un meritorio décimo quinto puesto. En 1976 es cuarto, de nuevo subiéndose a lo más alto del podio en varias pruebas del calendario: Vasco Navarro, por cuarta vez, Fallas, 500 Km Nocturnos de Alicante, Ferrol, 2000 Virajes y Costa del Sol. Al año siguiente repite cuarto puesto en el campeonato con dos victorias, Vasco Navarro y Critérium de La Rioja, y varios podios.En las últimas dos citas Cataluña y el Costa del Sol, sufre un accidente (con José R. Amorena como copiloto) y suma un abandono respectivamente. En 1978 con menos salidas, es de nuevo cuarto con una victoria solamente en el 500km Nocturnos de Alicante. En 1979 el calendario se amplió hasta las veintiuna pruebas y Etchebers acude a ocho de ellas venciendo en seis (Vasco Navarro, 500km Alicante, Ferrol, Rías Baixas, El Corte Inglés y 2000 Virajes.) y siendo segundo en dos (Fallas y Critérium Rioja). Finaliza tercero de la general a veinte puntos del segundo clasificado, José Luis Sallent.

### Años 1980
En 1980 logra su séptima victoria en el Rally Vasco Navarro y luego acude al Critérium Montseny-Guilleries donde es excluido por no pararse en el control horario del último tramo de la primera etapa, cuando rodaba en la segunda posición por detrás de Zanini. Vence en el Rally Sachs y es segundo en el 500km Nocturnos de Alicante y el Critérium Luis de Baviera. Suma un abandono por avería mecánica en Rioja y luego encadena cuatro victorias consecutivas: Rías Baixas, Ferrol (cuarta y última victoria), El Corte Inglés y el 2000 Virajes. En 1981 cambia su Porsche 911 SC por el Porsche 924, preparado por el francés VARA, en el que mantiene muchas esperanzas. Su debut se hizo esperar ya que su desarrollo se retrasó y no pudo debutar con él hasta el mes de abril en una prueba local del País Vasco tipo rallysprint donde logra la victoria con más de un minuto sobre el segundo clasificado, Olaizola con un Alpine A110. La primera cita del nacional que corre es el Rally Maspalomas, cuarta del calendario, que además es puntuable para el Campeonato de Europa. Etchebers no tiene ritmo y solo pudo ser quinto (cuarto en el nacional) gracias en gran medida a los abandonos de los rivales. En la siguiente prueba, un duro Rally CS, vio el abandono de varios Porsche, entre ellos el de Etchebers. Esta avería le impide acudir al Rally Fallas pero luego logra un buen resultado en el Critérium Luis de Baviera subíendose al tercer cajón del podio. En Orense repite posición, sin poder hacer nada frente a los dominadores del rally, Beny Fernández y Zanini. En Rioja abandona muy rápido, tras volcar el Porsche 924 en el primer tramo disputado. Esto no le impide participar una semana después en una prueba local, el Rally de La Encina, donde vence por delante Freddy con un Simca y Valdubieco con un Ford Escort. La fragilidad del Porsche se vio en la siguiente carrera, el Príncipe de Asturias donde no pudo tomar la salida al romper el delco antes de llegar a Oviedo. En el Corte Inglés, la última carrera donde participaría con el 924, solo pudo ser noveno, muy lejos del Porsche 911 SC de Beny. En la siguiente cita canaria, el Rally Isla de Tenerife decide participar con un Opel Ascona 2000 con el que logra la quinta posición y en el Rally Sachs recurre al Porsche 911 SC de grupo 4 con el que es cuarto. En 1982 continua su andanza por el nacional con el 911 SC con el que logra de nuevo varios triunfos. Tras un abandono en el Vasco Navarro es quinto en el Rally Sol, y suma su primera victoria del año en el Sierra Morena. Luego es segundo en el Rally Vuelta a Aragón y abandona de nuevo en Ourense por una avería en el alternador. A partir de ahí se sube al podio en cuatro de las cinco pruebas que disputa: es segundo en Rioja y el Rías Baixas, mientras que vence en el Rally Sachs Villa de Mena y el Rally Costa del Sol. En 1983 solo lograría una victoria en el Vasco Navarro, la octava y última en dicha prueba, mientras que suma cuatro podios: Fallas, Llanes, Rioja y el Príncipe de Asturias. Por segundo año consecutivo es cuarto en la clasificación final del campeonato de España. A partir de ahí sus salidas se van reduciendo. En 1984 disputa solo cuatro pruebas con tres podios y un triunfo en el Rally Ciudad de Pamplona. En 1985 corre cinco pruebas de la Copa de España, venciendo en dos y siendo segundo en las otras tres.

### Últimos años
Hasta 1988 disputa solo tres pruebas al año, consiguiendo tres victorias y seis podios. En 1989 adquiere un Ford Sierra RS Cosworth con el que suma dos abandonos en el Costa de Almería y el Rally Ciudad de Cristal. Acude al Rías Baixas logrando un tercer puesto en 1990 y un cuarto en 1992. En 1995 participa en una prueba francesa logrando el noveno puesto.

## Resultados

### Campeonato de España de Rally
| Año  | Equipo                    | Automóvil               | 1     | 2     | 3       | 4     | 5       | 6     | 7     | 8       | 9     | 10      | 11    | 12    | 13    | 14      | 15      | 16    | 17  | 18    | 19    | 20    | 21  | 22  | Pos. | Puntos |
| ---- | ------------------------- | ----------------------- | ----- | ----- | ------- | ----- | ------- | ----- | ----- | ------- | ----- | ------- | ----- | ----- | ----- | ------- | ------- | ----- | --- | ----- | ----- | ----- | --- | --- | ---- | ------ |
| 1969 | Escudería Record          | Porsche 911 S           | CBR   | VCN   | OUR     | RBX   | CDO     | RES   | FIR 1 | 2VI     | BAN   | CDS     |       |       |       |         |         |       |     |       |       |       |     |     |      |        |
| 1970 |                           | Porsche 911 T           | CBR   | FLL   | VCN 1   | CLB   | PIK     | 500   | OUR   | RBX     | CDO   | RES     | 2VI   | BAN   |       |         |         |       |     |       |       |       |     |     |      |        |
| 1970 | Alpine-Renault A110 1600S |                         |       |       |         |       |         |       |       |         |       |         |       | FIR 3 | CDS   |         |         |       |     |       |       |       |     |     |      |        |
| 1971 |                           | BMW 2002 Ti             | FLL   | CBR   | VCN     | CGU   | CLB     | GIJ   | 500   | RIO     | OUR   | CID     | RBX 8 |       |       |         |         |       |     |       |       |       |     |     |      |        |
| 1971 | Porsche 911 S             |                         |       |       |         |       |         |       |       |         |       |         | BOS   | CDO   | SHE   | RES     | FIR 3   | BAN   | 2VI | CDS 5 |       |       |     |     |      |        |
| 1972 |                           | BMW 2002 Ti             | FLL   | CBR   | LAN     | VCN 3 | GUI     | FIR 3 | CAV   | BEB     | CLB   | 500 5   | RIO   | RBX   | BOS   | OVI     | SHE     | AER   | RAC | 2VI   | BAN   | VEA   | CDS |     |      |        |
| 1973 |                           | Porsche 911 S           | RCB   | RVN 3 | FAL     | CMG   | FIR 1   | RBE   | 500   | CLB     | CDR   | CAN     | RBX 2 | SHE   | ESP   | 2VI     | CAT 3   | CDS   |     |       |       |       |     |     |      |        |
| 1974 | Escudería Palmera         | Porsche 911 Carrera RS  | RCB   | RVN 1 | FAL 2   | CMG 1 | FIR     | CLB 1 | 500   | CDR     | OUR 1 | CAN     | CDO   | ESP   | 2VI 2 | CAT 1   | CDS 1   |       |     |       |       |       |     |     | 3º   | 483,6  |
| 1975 |                           | Porsche 911 Carrera     | COS   | FAL 3 | CMG 6   |       | VCN 1   |       | OUR   | CAN     | OVI   | SHE Ret | FER 1 |       | VIR 1 | CAT 3   | CDS 1   |       |     |       |       |       |     |     | 2º   | 394    |
| 1975 | BMW 2002 Tii              |                         |       |       | FIR 4   |       | CLB 4   |       |       |         |       |         | ESP 5 |       |       |         |         |       |     |       |       |       |     |     | 2º   | 394    |
| 1976 |                           | Porsche 911 Carrera     | COS   | VCN 1 | CMG Ret | FIR   | FAL 1   | 500 1 | CLB   | CRI     | OUR   | CAN     | FER 1 | ESP   | VIR 1 | CAT     | CDS 1   |       |     |       |       |       |     |     | 4º   | 318,6  |
| 1977 | Escudería Palmera         | Porsche 911 Carrera RSR | MAS   | COS   | VCN 1   | CMG 3 | FAL 3   | FIR   | 500   | CLB     | CRI 1 | OUR 2   | FER 2 | ESP   | VIR   | CAT Ret | CDS Ret |       |     |       |       |       |     |     | 4º   | 273,2  |
| 1978 | Escudería Palmera         | Porsche 911 Carrera RS  | COB   | VCN 2 | CMG     | MAS 3 | FAL     | 500 1 | CLB   | CLR     | OUR   | FER     | ESP   | 2VI   | CAT 4 | SOL 2   |         |       |     |       |       |       |     |     | 4º   | 225    |
| 1979 | Escudería Palmera         | Porsche 911 Carrera     | VCN 1 | COB   | MAS     | CMG   | FAL 2   | FIR   | 500 1 | CLB     | CLR 2 | OUR     | FER 1 | SAC   | RBX 1 | MAN     | PDA     | ECI 1 | IDT | ESP   | 2VI 1 | CAT   | SHA |     | 3º   | 366    |
| 1980 | Escudería Palmera         | Porsche 911 SC          | COB   | VCN 1 | CMG EXC | SAC 1 | 500 2   | MAS   | CLB 2 | SMO Ret | OUR   | RIO     | CS    | FAL   | RIA 1 | FER 1   | MAN     | PDA   | TEN | ECI 1 | ESP   | VIR 1 | CAT | SHA | 5º   | 321    |
| 1981 | Gurelesa Racing           | Porsche 924 Turbo       | CBR   | GUI   | RAC     | MAS 4 | RCS Ret | FLL   | CLB 3 | SMO     | OUR 3 | RIO Ret | PDA   | ECI 9 |       |         |         |       |     |       |       |       |     |     | 10º  | 140    |
| 1981 | Gurelesa Racing           | Opel Ascona 2000        |       |       |         |       |         |       |       |         |       |         |       |       | IDT 5 |         |         |       |     |       |       |       |     |     | 10º  | 140    |
| 1981 | Gurelesa Racing           | Porsche 911 SC          |       |       |         |       |         |       |       |         |       |         |       |       |       | SAC 4   | CAT     |       |     |       |       |       |     |     | 10º  | 140    |